# Klikaci, Burgas
Klikaci (în bulgară Кликач) este un sat în comuna Karnobat, regiunea Burgas,  Bulgaria. 

## Demografie
Componența etnică a satului Klikaci
     Turci (66,23%)
     Bulgari (9,9%)
     Nicio identificare (14,08%)
     Altele (10,69%)
La recensământul din 2011, populația satului Klikaci era de 767 locuitori. Din punct de vedere etnic, majoritatea locuitorilor (66,23%) erau turci, cu o minoritate de bulgari (9,9%). Pentru 14,08% din locuitori nu este cunoscută apartenența etnică.